# 上松陽助
上松 陽助（うえまつ ようすけ、1914年（大正3年）7月2日 - 1996年（平成8年）1月18日）は、日本の政治家。岐阜県知事、岐阜市長を務めた。岐阜県名誉県民、岐阜市名誉市民。

## 来歴・人物
岐阜県岐阜市出身。岐阜中学校（現：岐阜県立岐阜高等学校）、第八高等学校（現：名古屋大学）、東京帝国大学法学部政治学科（現：東京大学）卒業。
その後、日鉄鉱業に就職し、兵役を経て、雑貨を扱う常盤産業株式会社を設立し代表取締役社長に就任。
岐阜市役所に入庁し、経済部長、企業部長、民生部長、農林部長、民生局長等の要職を歴任した。収入役を経て、1970年に岐阜市長に初当選。
1977年2月に岐阜県知事選挙に出馬し、日本社会党参議院議員の中村波男らを破り初当選。1989年まで3期12年を務め、国際化・情報化・高齢化といった激しい社会変化の中で、常に時代を先取りしながら多様化する県民のニーズに着実に対応した。
1989年12月19日、岐阜県名誉県民の称号が授与された。1990年2月6日、市政・県政の発展など貢献した功により岐阜市名誉市民の称号が授与された。
1996年1月18日、死去。享年81。

## 略歴
- 1914年7月2日 - 上松安之助の長男として誕生
- 1931年3月 - 東京帝国大学法学部政治学科（現：東京大学）卒業
- 1931年4月 - 日鉄鉱業株式会社に就職
- 1934年3月 - 兵役（内地勤務）
- 1945年8月 - 兵役解除
- 1945年10月 - 日鉄鉱業株式会社を退職
- 1947年6月 - 常盤産業株式会社を設立し代表取締役社長
- 1948年3月 - 岐阜市経済部長（企業部長、民生部長、農林部長、民生局長等の要職を歴任）
- 1967年11月 - 岐阜市収入役
- 1969年2月 - 岐阜市長に初当選（ - 1975年）
- 1977年2月 - 岐阜県知事選挙に出馬し初当選（以降3期12年）
- 1989年12月19日 - 岐阜県名誉県民受章[2]
- 1990年2月6日 - 岐阜市名誉市民受章[3]

## その他
- 長良川河口堰建設については慎重な態度を示していたが、1978年（昭和53年）に建設に同意。